# Geoff Lees (Fußballspieler)
Geoffrey „Geoff“ Lees (* 1. Oktober 1933 in Rotherham; † 6. Juni 2019 ebenda) war ein englischer Fußballspieler.

## Karriere
Lees, Sohn des langjährigen Profifußballers Joe Lees, gehörte Anfang der 1950er Jahre dem Juniors-Team des FC Barnsley an, mit dem er in der Northern Intermediate League spielte; im April 1951 repräsentierte er die Liga bei einem Auswahlspiel gegen die Lancashire League. Zuvor hatte er ab 1950 in Oswestry seinen Militärdienst abgeleistet. In der Einheit befanden sich zahlreiche weitere Fußballtalente, darunter auch die späteren Nationalspieler Tommy Taylor und Ronnie Clayton. Im März 1951 erhielt er bei Barnsley seinen ersten Profivertrag, kam in den folgenden Jahren aber nicht über Einsätze im Reserveteam hinaus.
Zur Saison 1955/56 kam er ablösefrei zu Bradford City in die Third Division North, spielte in der Folge aber zumeist für das Reserveteam in der Midland League. Nach seinem Drittligadebüt am 30. März 1956 bei Carlisle United (Endstand 0:0) ersetzte er an den letzten beiden Spieltagen erneut Peter Jackson und erlebte als rechter Läufer einen 4:2-Heimsieg gegen Mansfield Town. Am Saisonende entschied sich Lees zur Beendigung seiner Fußballerlaufbahn und stattdessen zur Aufnahme einer Lehrerausbildung in Sheffield, ausschlaggebend für diese Entscheidung war seine vorangegangene Funktion beim Militär als Physical Training Instructor. Anschließend wurde er Sportlehrer an der Rawmarsh School in Rotherham und spähte für verschiedene Fußballvereine, darunter Leeds United. Zudem war er jahrelang Jugendtrainer beim FC Barnsley, dabei trainierte er unter anderem Mick McCarthy und David Speedie.